# Lista de ministros dos Transportes do Brasil
Esta é uma lista de ministros dos Transportes do Brasil.
Até 1892, foi denominado de "Secretaria de Estado dos Negócios da Agricultura, Comércio e Obras Públicas", tendo responsabilidades tanto sobre a agricultura quanto o transporte. Consequentemente, a lista de Ministros da Agricultura do Brasil repete o nome dos ministros dos Transportes até 1892.

## Segundo reinado–D. Pedro II
| Nº | Foto | Nome                                                           | Órgão                                                          | Início                 | Fim                    | Chefe de Governo                                            |
| -- | ---- | -------------------------------------------------------------- | -------------------------------------------------------------- | ---------------------- | ---------------------- | ----------------------------------------------------------- |
| —  |      | Joaquim José Inácio (visconde de Inhaúma, interino)            | Secretaria de Estado da Agricultura, Comércio e Obras Públicas | 2 de março de 1861     | 21 de abril de 1861    | Luís Alves de Lima e Silva (duque de Caxias)                |
| 1  |      | Manuel Felizardo de Sousa e Melo                               | Secretaria de Estado da Agricultura, Comércio e Obras Públicas | 21 de abril de 1861    | 24 de maio de 1862     | Luís Alves de Lima e Silva (duque de Caxias)                |
| 2  |      | Antônio Coelho de Sá e Albuquerque                             | Secretaria de Estado da Agricultura, Comércio e Obras Públicas | 24 de maio de 1862     | 30 de maio de 1862     | Zacarias de Góis e Vasconcelos                              |
| 3  |      | João Lins Vieira Cansanção de Sinimbu (visconde de Sinimbu)    | Secretaria de Estado da Agricultura, Comércio e Obras Públicas | 30 de maio de 1862     | 9 de fevereiro de 1863 | Pedro de Araújo Lima (marquês de Olinda)                    |
| 4  |      | Pedro de Alcântara Bellegarde                                  | Secretaria de Estado da Agricultura, Comércio e Obras Públicas | 9 de fevereiro de 1863 | 15 de janeiro de 1864  | Pedro de Araújo Lima (marquês de Olinda)                    |
| 5  |      | Domiciano Leite Ribeiro (visconde de Araxá)                    | Secretaria de Estado da Agricultura, Comércio e Obras Públicas | 15 de janeiro de 1864  | 20 de julho de 1864    | Zacarias de Góis e Vasconcelos                              |
| 6  |      | João Pedro Dias Vieira                                         | Secretaria de Estado da Agricultura, Comércio e Obras Públicas | 20 de julho de 1864    | 31 de agosto de 1864   | Zacarias de Góis e Vasconcelos                              |
| 7  |      | Jesuíno Marcondes de Oliveira e Sá                             | Secretaria de Estado da Agricultura, Comércio e Obras Públicas | 31 de agosto de 1864   | 12 de maio de 1865     | Francisco José Furtado                                      |
| 8  |      | Antônio Francisco de Paula Sousa                               | Secretaria de Estado da Agricultura, Comércio e Obras Públicas | 12 de maio de 1865     | 3 de agosto de 1866    | Pedro de Araújo Lima (marquês de Olinda)                    |
| 9  |      | Sousa Dantas                                                   | Secretaria de Estado da Agricultura, Comércio e Obras Públicas | 3 de agosto de 1866    | 16 de julho de 1868    | Zacarias de Góis e Vasconcelos                              |
| 10 |      | Joaquim Antão Fernandes Leão                                   | Secretaria de Estado da Agricultura, Comércio e Obras Públicas | 16 de julho de 1868    | 10 de janeiro de 1870  | Joaquim José Rodrigues Torres (visconde de Itaboraí)        |
| 11 |      | Diogo Velho Cavalcanti de Albuquerque (visconde de Cavalcanti) | Secretaria de Estado da Agricultura, Comércio e Obras Públicas | 10 de janeiro de 1870  | 29 de setembro de 1870 | Joaquim José Rodrigues Torres (visconde de Itaboraí)        |
| 12 |      | Jerônimo José Teixeira Júnior (visconde do Cruzeiro)           | Secretaria de Estado da Agricultura, Comércio e Obras Públicas | 29 de setembro de 1870 | 20 de novembro de 1870 | José Antônio Pimenta Bueno (marquês de São Vicente)         |
| —  |      | João Alfredo Correia de Oliveira (interino)                    | Secretaria de Estado da Agricultura, Comércio e Obras Públicas | 20 de novembro de 1870 | 7 de março de 1871     | José Antônio Pimenta Bueno (marquês de São Vicente)         |
| 13 |      | Teodoro Machado Freire Pereira da Silva                        | Secretaria de Estado da Agricultura, Comércio e Obras Públicas | 7 de março de 1871     | 20 de abril de 1872    | José Maria da Silva Paranhos (visconde do Rio Branco)       |
| 14 |      | Cândido Borges Monteiro (visconde de Itaúna)                   | Secretaria de Estado da Agricultura, Comércio e Obras Públicas | 20 de abril de 1872    | 25 de agosto de 1872   | José Maria da Silva Paranhos (visconde do Rio Branco)       |
| 15 |      | Barros Barreto                                                 | Secretaria de Estado da Agricultura, Comércio e Obras Públicas | 25 de agosto de 1872   | 28 de janeiro de 1873  | José Maria da Silva Paranhos (visconde do Rio Branco)       |
| 16 |      | Costa Pereira                                                  | Secretaria de Estado da Agricultura, Comércio e Obras Públicas | 28 de janeiro de 1873  | 25 de junho de 1875    | José Maria da Silva Paranhos (visconde do Rio Branco)       |
| 17 |      | Tomás José Coelho de Almeida                                   | Secretaria de Estado da Agricultura, Comércio e Obras Públicas | 25 de junho de 1875    | 5 de janeiro de 1878   | Luís Alves de Lima e Silva (duque de Caxias)                |
| 18 |      | João Lins Vieira Cansanção de Sinimbu (visconde de Sinimbu)    | Secretaria de Estado da Agricultura, Comércio e Obras Públicas | 5 de janeiro de 1878   | 28 de março de 1880    | João Lins Vieira Cansanção de Sinimbu (visconde de Sinimbu) |
| 19 |      | Manuel Buarque de Macedo                                       | Secretaria de Estado da Agricultura, Comércio e Obras Públicas | 28 de março de 1880    | 29 de agosto de 1881   | José Antônio Saraiva                                        |
| —  |      | Pedro Luís Pereira de Sousa (interino)                         | Secretaria de Estado da Agricultura, Comércio e Obras Públicas | 29 de agosto de 1881   | 3 de novembro de 1881  | José Antônio Saraiva                                        |
| 20 |      | José Antônio Saraiva                                           | Secretaria de Estado da Agricultura, Comércio e Obras Públicas | 3 de novembro de 1881  | 21 de janeiro de 1882  | José Antônio Saraiva                                        |
| 21 |      | Manuel Alves de Araújo                                         | Secretaria de Estado da Agricultura, Comércio e Obras Públicas | 21 de janeiro de 1882  | 3 de junho de 1882     | Martinho Álvares da Silva Campos                            |
| 22 |      | André Augusto de Pádua Fleury                                  | Secretaria de Estado da Agricultura, Comércio e Obras Públicas | 3 de junho de 1882     | 3 de julho de 1882     | Martinho Álvares da Silva Campos                            |
| —  |      | Lourenço Cavalcanti de Albuquerque (interino)                  | Secretaria de Estado da Agricultura, Comércio e Obras Públicas | 3 de julho de 1882     | 7 de janeiro de 1883   | João Lustosa da Cunha Paranaguá (marquês de Paranaguá)      |
| 23 |      | Henrique Francisco d'Ávila                                     | Secretaria de Estado da Agricultura, Comércio e Obras Públicas | 7 de janeiro de 1883   | 24 de maio de 1883     | João Lustosa da Cunha Paranaguá (marquês de Paranaguá)      |
| 24 |      | Afonso Pena                                                    | Secretaria de Estado da Agricultura, Comércio e Obras Públicas | 24 de maio de 1883     | 6 de junho de 1884     | Lafayette Rodrigues Pereira                                 |
| 25 |      | Antônio Carneiro da Rocha                                      | Secretaria de Estado da Agricultura, Comércio e Obras Públicas | 6 de junho de 1884     | 6 de maio de 1885      | Sousa Dantas                                                |
| 26 |      | João Ferreira de Moura                                         | Secretaria de Estado da Agricultura, Comércio e Obras Públicas | 6 de maio de 1885      | 20 de agosto de 1885   | José Antônio Saraiva                                        |
| 27 |      | Antônio da Silva Prado                                         | Secretaria de Estado da Agricultura, Comércio e Obras Públicas | 20 de agosto de 1885   | 10 de maio de 1887     | João Maurício Wanderley (barão de Cotegipe)                 |
| 28 |      | Rodrigo Augusto da Silva                                       | Secretaria de Estado da Agricultura, Comércio e Obras Públicas | 10 de maio de 1887     | 27 de junho de 1887    | João Alfredo Correia de Oliveira                            |
| 29 |      | Antônio da Silva Prado                                         | Secretaria de Estado da Agricultura, Comércio e Obras Públicas | 27 de junho de 1887    | 5 de janeiro de 1888   | João Alfredo Correia de Oliveira                            |
| 30 |      | Rodrigo Augusto da Silva                                       | Secretaria de Estado da Agricultura, Comércio e Obras Públicas | 5 de janeiro de 1888   | 7 de junho de 1889     | João Alfredo Correia de Oliveira                            |
| 31 |      | Lourenço Cavalcanti de Albuquerque                             | Secretaria de Estado da Agricultura, Comércio e Obras Públicas | 7 de junho de 1889     | 15 de novembro de 1889 | Afonso Celso de Assis Figueiredo (visconde de Ouro Preto)   |

## República

### República Velha(1.ª República)
| Nº | Foto                                  | Nome                                         | Órgão                                                          | Início                  | Fim                     | Presidente             |
| -- | ------------------------------------- | -------------------------------------------- | -------------------------------------------------------------- | ----------------------- | ----------------------- | ---------------------- |
| —  |                                       | Quintino Bocaiuva (interino)                 | Secretaria de Estado da Agricultura, Comércio e Obras Públicas | 15 de novembro de 1889  | 7 de dezembro de 1889   | Deodoro da Fonseca     |
| 32 |                                       | Demétrio Nunes Ribeiro                       | Secretaria de Estado da Agricultura, Comércio e Obras Públicas | 7 de dezembro de 1889   | 31 de janeiro de 1890   | Deodoro da Fonseca     |
| 33 |                                       | Francisco Glicério                           | Secretaria de Estado da Agricultura, Comércio e Obras Públicas | 31 de janeiro de 1890   | 22 de janeiro de 1891   | Deodoro da Fonseca     |
| 34 |                                       | Henrique Pereira de Lucena (barão de Lucena) | Secretaria de Estado da Agricultura, Comércio e Obras Públicas | 22 de janeiro de 1891   | 4 de julho de 1891      | Deodoro da Fonseca     |
| 35 |                                       | João Barbalho Uchôa Cavalcanti               | Secretaria de Estado da Agricultura, Comércio e Obras Públicas | 4 de julho de 1891      | 23 de novembro de 1891  | Deodoro da Fonseca     |
| 36 |                                       | Antão Gonçalves de Faria                     | Secretaria de Estado da Agricultura, Comércio e Obras Públicas | 23 de novembro de 1891  | 23 de julho de 1892     | Floriano Peixoto       |
| —  |                                       | Serzedelo Correia (interino)                 | Secretaria de Estado da Agricultura, Comércio e Obras Públicas | 23 de julho de 1892     | 17 de dezembro de 1892  | Floriano Peixoto       |
| 37 |                                       | Antônio Paulino Limpo de Abreu               | Ministério da Indústria, Viação e Obras Públicas               | 17 de dezembro de 1892  | 22 de abril de 1893     | Floriano Peixoto       |
| 38 |                                       | Antônio Francisco de Paula Sousa             | Ministério da Indústria, Viação e Obras Públicas               | 22 de abril de 1893     | 8 de setembro de 1893   | Floriano Peixoto       |
| —  |                                       | João Filipe Pereira (interino)               | Ministério da Indústria, Viação e Obras Públicas               | 8 de setembro de 1893   | 24 de abril de 1894     | Floriano Peixoto       |
| 39 |                                       | Bibiano Sérgio Macedo da Fontoura Costallat  | Ministério da Indústria, Viação e Obras Públicas               | 24 de abril de 1894     | 15 de novembro de 1894  | Floriano Peixoto       |
| 40 |                                       | Antônio Olinto dos Santos Pires              | Ministério da Indústria, Viação e Obras Públicas               | 15 de novembro de 1894  | 20 de novembro de 1896  | Prudente de Morais     |
| 41 |                                       | Joaquim Murtinho                             | Ministério da Indústria, Viação e Obras Públicas               | 20 de novembro de 1896  | 1 de outubro de 1897    | Prudente de Morais     |
| —  |                                       | Dionísio Cerqueira (interino)                | Ministério da Indústria, Viação e Obras Públicas               | 1 de outubro de 1897    | 13 de novembro de 1897  | Prudente de Morais     |
| 42 |                                       | Sebastião Eurico Gonçalves de Lacerda        | Ministério da Indústria, Viação e Obras Públicas               | 13 de novembro de 1897  | 27 de junho de 1898     | Prudente de Morais     |
| 43 |                                       | Jerônimo Rodrigues de Morais Jardim          | Ministério da Indústria, Viação e Obras Públicas               | 27 de junho de 1898     | 15 de novembro de 1898  | Prudente de Morais     |
| 44 |                                       | Severino Vieira                              | Ministério da Indústria, Viação e Obras Públicas               | 15 de novembro de 1898  | 27 de janeiro de 1900   | Campos Sales           |
| 45 |                                       | Alfredo Maia                                 | Ministério da Indústria, Viação e Obras Públicas               | 27 de janeiro de 1900   | 13 de dezembro de 1900  | Campos Sales           |
| —  |                                       | Epitácio Pessoa (interino)                   | Ministério da Indústria, Viação e Obras Públicas               | 13 de dezembro de 1900  | 25 de fevereiro de 1901 | Campos Sales           |
| 45 |                                       | Alfredo Maia (reassumiu)                     | Ministério da Indústria, Viação e Obras Públicas               | 25 de fevereiro de 1901 | 8 de março de 1902      | Campos Sales           |
| 46 |                                       | Antônio Augusto da Silva                     | Ministério da Indústria, Viação e Obras Públicas               | 8 de março de 1902      | 15 de novembro de 1902  | Campos Sales           |
| 47 |                                       | Lauro Müller                                 | Ministério da Indústria, Viação e Obras Públicas               | 15 de novembro de 1902  | 15 de novembro de 1906  | Rodrigues Alves        |
| 48 |                                       | Miguel Calmon du Pin e Almeida               | Ministério da Indústria, Viação e Obras Públicas               | 15 de novembro de 1906  | 14 de junho de 1909     | Afonso Pena            |
| 48 | Ministério da Viação e Obras Públicas | Miguel Calmon du Pin e Almeida               | 14 de junho de 1909                                            | 18 de julho de 1909     | Nilo Peçanha            |                        |
| 49 | Ministério da Viação e Obras Públicas |                                              | Francisco Sá                                                   | 18 de julho de 1909     | Nilo Peçanha            | 15 de novembro de 1910 |
| 50 | Ministério da Viação e Obras Públicas |                                              | J. J. Seabra                                                   | 15 de novembro de 1910  | 26 de janeiro de 1912   | Hermes da Fonseca      |
| —  | Ministério da Viação e Obras Públicas |                                              | Pedro Manuel de Toledo (interino)                              | 26 de janeiro de 1912   | 26 de fevereiro de 1912 | Hermes da Fonseca      |
| 51 | Ministério da Viação e Obras Públicas |                                              | José Barbosa Gonçalves                                         | 26 de fevereiro de 1912 | 15 de novembro de 1914  | Hermes da Fonseca      |
| 52 | Ministério da Viação e Obras Públicas |                                              | Augusto Tavares de Lira                                        | 15 de novembro de 1914  | 15 de novembro de 1918  | Venceslau Brás         |
| 53 | Ministério da Viação e Obras Públicas |                                              | Afrânio de Melo Franco                                         | 15 de novembro de 1918  | 29 de julho de 1919     | Delfim Moreira         |
| 54 | Ministério da Viação e Obras Públicas |                                              | José Pires do Rio                                              | 29 de julho de 1919     | 15 de novembro de 1922  | Epitácio Pessoa        |
| 55 | Ministério da Viação e Obras Públicas |                                              | Francisco Sá                                                   | 15 de novembro de 1922  | 15 de novembro de 1926  | Artur Bernardes        |
| 56 | Ministério da Viação e Obras Públicas |                                              | Vítor Konder                                                   | 15 de novembro de 1926  | 24 de outubro de 1930   | Washington Luís        |

### Era Vargas(2.ªe3.ªRepúblicas)
| Nº | Foto | Nome                                           | Órgão                                 | Início                 | Fim                    | Presidente                           |
| -- | ---- | ---------------------------------------------- | ------------------------------------- | ---------------------- | ---------------------- | ------------------------------------ |
| —  |      | Paulo de Morais Barros (interino)              | Ministério da Viação e Obras Públicas | 25 de outubro de 1930  | 4 de novembro de 1930  | Junta Governativa Provisória de 1930 |
| 57 |      | Juarez Távora                                  | Ministério da Viação e Obras Públicas | 4 de novembro de 1930  | 5 de novembro de 1930  | Getúlio Vargas                       |
| 58 |      | Paulo de Morais Barros                         | Ministério da Viação e Obras Públicas | 5 de novembro de 1930  | 24 de novembro de 1930 | Getúlio Vargas                       |
| 59 |      | José Américo de Almeida                        | Ministério da Viação e Obras Públicas | 24 de novembro de 1930 | 25 de julho de 1934    | Getúlio Vargas                       |
| —  |      | Fernando Augusto de Almeida Brandão (interino) | Ministério da Viação e Obras Públicas | 26 de abril de 1932    | 16 de julho de 1932    | Getúlio Vargas                       |
| 60 |      | João Marques dos Reis                          | Ministério da Viação e Obras Públicas | 25 de julho de 1934    | 29 de novembro de 1937 | Getúlio Vargas                       |
| —  |      | Joaquim Licínio de Sousa Almeida (interino)    | Ministério da Viação e Obras Públicas | junho de 1936          | junho de 1936          | Getúlio Vargas                       |
| 61 |      | João de Mendonça Lima                          | Ministério da Viação e Obras Públicas | 30 de novembro de 1937 | 31 de outubro de 1945  | Getúlio Vargas                       |
| —  |      | Érico Delamare (interino)                      | Ministério da Viação e Obras Públicas | julho de 1938          | agosto de 1938         | Getúlio Vargas                       |
| 62 |      | Maurício Joppert da Silva                      | Ministério da Viação e Obras Públicas | 1 de novembro de 1945  | 31 de janeiro de 1946  | José Linhares                        |

### Período Populista(4.ª República)
| Nº | Foto                  | Nome                                    | Órgão                                 | Início                 | Fim                             | Presidente                     |
| -- | --------------------- | --------------------------------------- | ------------------------------------- | ---------------------- | ------------------------------- | ------------------------------ |
| 63 |                       | Edmundo de Macedo Soares e Silva        | Ministério da Viação e Obras Públicas | 31 de janeiro de 1946  | 16 de outubro de 1946           | Eurico Gaspar Dutra            |
| —  |                       | Luís Augusto da Silva Vieira (interino) | Ministério da Viação e Obras Públicas | 16 de outubro de 1946  | 25 de outubro de 1946           | Eurico Gaspar Dutra            |
| 64 |                       | Clóvis Pestana                          | Ministério da Viação e Obras Públicas | 25 de outubro de 1946  | 30 de março de 1950             | Eurico Gaspar Dutra            |
| 65 |                       | João Valdetaro de Amorim e Mello        | Ministério da Viação e Obras Públicas | 30 de março de 1950    | 31 de janeiro de 1951           | Eurico Gaspar Dutra            |
| 66 |                       | Álvaro Pereira de Sousa Lima            | Ministério da Viação e Obras Públicas | 31 de janeiro de 1951  | 13 de junho de 1953             | Getúlio Vargas                 |
| —  |                       | Francisco Mendes (interino)             | Ministério da Viação e Obras Públicas | 13 de junho de 1953    | 19 de junho de 1953             | Getúlio Vargas                 |
| 67 |                       | José Américo de Almeida                 | Ministério da Viação e Obras Públicas | 19 de junho de 1953    | 24 de agosto de 1954            | Getúlio Vargas                 |
| 67 | 24 de agosto de 1954  | José Américo de Almeida                 | Ministério da Viação e Obras Públicas | 27 de agosto de 1954   | Café Filho                      |                                |
| 68 |                       | Lucas Lopes                             | Ministério da Viação e Obras Públicas | 27 de agosto de 1954   | Café Filho                      | 29 de janeiro de 1955          |
| 69 |                       | Rodrigo Otávio Jordão Ramos             | Ministério da Viação e Obras Públicas | 29 de janeiro de 1955  | Café Filho                      | 6 de abril de 1955             |
| 70 |                       | Otávio Marcondes Ferraz                 | Ministério da Viação e Obras Públicas | 6 de abril de 1955     | Café Filho                      | 14 de novembro de 1955         |
| 71 |                       | Lucas Lopes                             | Ministério da Viação e Obras Públicas | 14 de novembro de 1955 | 31 de janeiro de 1956           | Nereu Ramos                    |
| 72 |                       | Lúcio Meira                             | Ministério da Viação e Obras Públicas | 31 de janeiro de 1956  | 28 de julho de 1959             | Juscelino Kubitschek           |
| 73 |                       | Ernâni do Amaral Peixoto                | Ministério da Viação e Obras Públicas | 28 de julho de 1959    | 31 de janeiro de 1961           | Juscelino Kubitschek           |
| 74 |                       | Clóvis Pestana                          | Ministério da Viação e Obras Públicas | 1 de fevereiro de 1961 | 27 de agosto de 1961            | Jânio Quadros                  |
| —  |                       | Hélio Cruz de Oliveira (interino)       | Ministério da Viação e Obras Públicas | 28 de agosto de 1961   | 11 de setembro de 1961          | Ranieri Mazzilli               |
| 75 |                       | Virgílio Távora                         | Ministério da Viação e Obras Públicas | 11 de setembro de 1961 | 12 de julho de 1962             | João Goulart (parlamentarismo) |
| 76 |                       | Hélio de Almeida                        | Ministério da Viação e Obras Públicas | 12 de julho de 1962    | 22 de janeiro de 1963           | João Goulart (parlamentarismo) |
| 76 | 23 de janeiro de 1963 | Hélio de Almeida                        | Ministério da Viação e Obras Públicas | 21 de junho de 1963    | João Goulart (presidencialismo) |                                |
| 77 |                       | Expedito Machado                        | Ministério da Viação e Obras Públicas | 21 de junho de 1963    | João Goulart (presidencialismo) | 31 de março de 1964            |

### Ditadura militar(5.ª República)
| Nº | Foto                  | Nome                              | Órgão                                 | Início                | Fim                      | Presidente              |
| -- | --------------------- | --------------------------------- | ------------------------------------- | --------------------- | ------------------------ | ----------------------- |
| —  |                       | Hélio Cruz de Oliveira (interino) | Ministério da Viação e Obras Públicas | 31 de março de 1964   | 4 de abril de 1964       | Ranieri Mazzilli        |
| 78 |                       | Augusto Rademaker                 | Ministério da Viação e Obras Públicas | 4 de abril de 1964    | 15 de abril de 1964      | Ranieri Mazzilli        |
| 79 |                       | Juarez Távora                     | Ministério da Viação e Obras Públicas | 15 de abril de 1964   | 15 de março de 1967      | Humberto Castelo Branco |
| 80 |                       | Mário Andreazza                   | Ministério dos Transportes            | 15 de março de 1967   | 31 de agosto de 1969     | Costa e Silva           |
| 80 | 31 de agosto de 1969  | Mário Andreazza                   | Ministério dos Transportes            | 30 de outubro de 1969 | Junta militar de 1969    |                         |
| 80 | 30 de outubro de 1969 | Mário Andreazza                   | Ministério dos Transportes            | 15 de março de 1974   | Emílio Garrastazu Médici |                         |
| 81 |                       | Dirceu Araújo Nogueira            | Ministério dos Transportes            | 15 de março de 1974   | 15 de março de 1979      | Ernesto Geisel          |
| 82 |                       | Eliseu Resende                    | Ministério dos Transportes            | 15 de março de 1979   | 11 de maio de 1982       | João Figueiredo         |
| 83 |                       | Cloraldino Soares Severo          | Ministério dos Transportes            | 11 de maio de 1982    | 14 de março de 1985      | João Figueiredo         |

### Nova República(6.ª República)
| Nº  | Foto | Nome                             | Órgão                                              | Início                  | Fim                     | Presidente                |
| --- | ---- | -------------------------------- | -------------------------------------------------- | ----------------------- | ----------------------- | ------------------------- |
| 84  |      | Affonso Camargo Neto             | Ministério dos Transportes                         | 14 de março de 1985     | 14 de fevereiro de 1986 | José Sarney               |
| 85  |      | José Reinaldo Tavares            | Ministério dos Transportes                         | 14 de fevereiro de 1986 | 15 de março de 1990     | José Sarney               |
| 86  |      | Ozires Silva                     | Ministério da Infra-Estrutura                      | 15 de março de 1990     | 27 de março de 1991     | Fernando Collor           |
| 87  |      | Eduardo de Freitas Teixeira      | Ministério da Infra-Estrutura                      | 27 de março de 1991     | 9 de maio de 1991       | Fernando Collor           |
| 88  |      | João Eduardo Cerdeira de Santana | Ministério da Infra-Estrutura                      | 9 de maio de 1991       | 13 de abril de 1992     | Fernando Collor           |
| 89  |      | Affonso Camargo Neto             | Ministério dos Transportes e das Comunicações      | 13 de abril de 1992     | 2 de outubro de 1992    | Fernando Collor           |
| 90  |      | Alberto Goldman                  | Ministério dos Transportes                         | 2 de outubro de 1992    | 21 de dezembro de 1993  | Itamar Franco             |
| 91  |      | Margarida Coimbra do Nascimento  | Ministério dos Transportes                         | 21 de dezembro de 1993  | 3 de março de 1994      | Itamar Franco             |
| 92  |      | Rubens Bayma Denys               | Ministério dos Transportes                         | 4 de março de 1994      | 1 de janeiro de 1995    | Itamar Franco             |
| 93  |      | Odacir Klein                     | Ministério dos Transportes                         | 1 de janeiro de 1995    | 15 de agosto de 1996    | Fernando Henrique Cardoso |
| —   |      | Alcides Saldanha (interino)      | Ministério dos Transportes                         | 15 de agosto de 1996    | 21 de maio de 1997      | Fernando Henrique Cardoso |
| 94  |      | Eliseu Padilha                   | Ministério dos Transportes                         | 22 de maio de 1997      | 14 de novembro de 2001  | Fernando Henrique Cardoso |
| —   |      | Alderico Lima (interino)         | Ministério dos Transportes                         | 14 de novembro de 2001  | 2 de abril de 2002      | Fernando Henrique Cardoso |
| 95  |      | João Henrique de Almeida Sousa   | Ministério dos Transportes                         | 2 de abril de 2002      | 1 de janeiro de 2003    | Fernando Henrique Cardoso |
| 96  |      | Anderson Adauto                  | Ministério dos Transportes                         | 1 de janeiro de 2003    | 1 de fevereiro de 2003  | Luiz Inácio Lula da Silva |
| —   |      | Keiji Kanashiro (interino)       | Ministério dos Transportes                         | 1 de fevereiro de 2003  | 2 de fevereiro de 2003  | Luiz Inácio Lula da Silva |
| 96  |      | Anderson Adauto                  | Ministério dos Transportes                         | 2 de fevereiro de 2003  | 15 de agosto de 2004    | Luiz Inácio Lula da Silva |
| 97  |      | Alfredo Nascimento               | Ministério dos Transportes                         | 15 de agosto de 2004    | 31 de março de 2006     | Luiz Inácio Lula da Silva |
| 98  |      | Paulo Sérgio Passos              | Ministério dos Transportes                         | 3 de abril de 2006      | 29 de março de 2007     | Luiz Inácio Lula da Silva |
| 99  |      | Alfredo Nascimento               | Ministério dos Transportes                         | 29 de março de 2007     | 31 de março de 2010     | Luiz Inácio Lula da Silva |
| 100 |      | Paulo Sérgio Passos              | Ministério dos Transportes                         | 1 de abril de 2010      | 1 de janeiro de 2011    | Luiz Inácio Lula da Silva |
| 101 |      | Alfredo Nascimento               | Ministério dos Transportes                         | 1 de janeiro de 2011    | 6 de julho de 2011      | Dilma Rousseff            |
| 102 |      | Paulo Sérgio Passos              | Ministério dos Transportes                         | 7 de julho de 2011      | 1 de abril de 2013      | Dilma Rousseff            |
| 103 |      | César Borges                     | Ministério dos Transportes                         | 2 de abril de 2013      | 26 de junho de 2014     | Dilma Rousseff            |
| 104 |      | Paulo Sérgio Passos              | Ministério dos Transportes                         | 26 de junho de 2014     | 1 de janeiro de 2015    | Dilma Rousseff            |
| 105 |      | Antonio Carlos Rodrigues         | Ministério dos Transportes                         | 1 de janeiro de 2015    | 12 de maio de 2016      | Dilma Rousseff            |
| 106 |      | Maurício Quintella Lessa         | Ministério dos Transportes, Portos e Aviação Civil | 12 de maio de 2016      | 2 de abril de 2018      | Michel Temer              |
| 107 |      | Valter Casimiro Silveira         | Ministério dos Transportes, Portos e Aviação Civil | 2 de abril de 2018      | 1 de janeiro de 2019    | Michel Temer              |
| 108 |      | Tarcísio de Freitas              | Ministério da Infraestrutura                       | 1 de janeiro de 2019    | 30 de março de 2022     | Jair Bolsonaro            |
| 109 |      | Marcelo Sampaio                  | Ministério da Infraestrutura                       | 30 de março de 2022     | 31 de dezembro de 2022  | Jair Bolsonaro            |
| 110 |      | Renan Filho                      | Ministério dos Transportes                         | 1 de janeiro de 2023    | —                       | Luiz Inácio Lula da Silva |